# 短柄禾叶蕨
短柄禾叶蕨（学名：Grammitis dorsipile），为禾叶蕨科禾叶蕨属下的一个种。

## 扩展阅读
維基物種上的相關：短柄禾叶蕨